# Centrale thermique de Walsum
La centrale thermique de Walsum est une centrale thermique en Rhénanie-du-Nord-Westphalie, en Allemagne.